# Beatrice Ricci
Beatrice Ricci (* 7. Juli 2003) ist eine italienische Tennisspielerin.

## Karriere
Ricci spielt vorrangig Turniere der ITF Women’s World Tennis Tour, wo sie bislang zwei Titel im Einzel gewinnen konnte.
2020 trat sie bei den French Open an, verlor aber im Juniorinneneinzel bereits in der ersten Runde gegen Lucie Nguyen Tan mit 3:6 und 0:6, im Juniorinnendoppel mit Partnerin Natália Szabanin ebenfalls in der ersten Runde gegen Marija Bondarenko und Diana Schneider mit 4:6 und 1:6.
2021 ereilte sie in Wimbledon das gleiche Schicksal, als sie im Juniorinneneinzel gegen die topgesetzte und spätere Halbfinalistin Victoria Jiménez Kasintseva mit 3:6 und 4:6 verlor.
2023 trat sie bei ihrem ersten Turnier der WTA Challenger Series in der Qualifikation der Firenze Ladies Open an, wo sie nach einem 6:4 und 6:1 Erstrundensieg gegen Sada Nahimana dann aber Deborah Chiesa mit 3:6 und 1:6 unterlag.

## Turniersiege

### Einzel
| Nr. | Datum             | Turnier  | Kategorie | Belag   | Finalgegnerin    | Ergebnis |
| --- | ----------------- | -------- | --------- | ------- | ---------------- | -------- |
| 1.  | 20. November 2022 | Solarino | ITF W15   | Teppich | Denise Valente   | 7:5, 6:0 |
| 2.  | 31. März 2024     | Antalya  | ITF W15   | Sand    | Xenija Laskutowa | 6:4, 6:3 |